# Raionul Rozivka, Zaporijjea
Rozivka (în ucraineană Розівський район, transliterat: Rozivskîi raion) este un raion în regiunea Zaporijjea, Ucraina. Reședința sa este așezarea de tip urban Rozivka. Orașul Rozivka (în germană Rosenberg) a fost locuit de germanii pontici.  

## Demografie
Componența lingvistică a raionului Rozivka
     Ucraineană (82,43%)
     Rusă (16,95%)
     Alte limbi (0,62%)
Conform recensământului din 2001, majoritatea populației raionului Rozivka era vorbitoare de ucraineană (82,43%), existând în minoritate și vorbitori de rusă (16,95%).